# Коновалов, Михаил Алексеевич
Михаи́л Алексе́евич Конова́лов (8 мая 1905, Акаршур, Вятская губерния — 9 мая 1938, Кемеровская область) — удмуртский писатель, драматург, редактор и педагог. Первый руководитель Союза писателей Удмуртии. В 1937 году был репрессирован. Реабилитирован 16 апреля 1956 года.

## Биография
Михаил Алексеевич Коновалов родился 8 мая 1905 года в многодетной крестьянской семье в деревне Акаршур (ныне Можгинский район Удмуртии). Отец его был удмурт, мать — русская. Семья Коноваловых привлекала акаршурцев радушием и гостеприимством, Коноваловы были заметными личностями в деревне — грамотные, общительного нрава, много читали, любили музыку.
Окончив школу в родной деревне с Похвальной грамотой, в 1918 году Михаил Коновалов с сестрой поступил в учительскую семинарию в Елабуге. Началась гражданская война, в 1919 году Елабугу заняли колчаковцы, учёбу пришлось прервать. С сестрой вернулся в родную деревню, но дома застал печальную картину: отец умер, мать вынуждена была отдать четырёх дочерей в детский дом. Далее — трое из сестёр находились в Ижевске, четвертая, Ольга, пропала в Белоруссии. Михаил отправился на поиски её и, к счастью, нашёл.
В 1922 году поступил в Можгинский педагогический техникум. К тому времени Коновалов был комсомольцем, увлекался философией, историей, изучал язык эсперанто, выезжал с чтением лекций в сёла, выступал с докладами, участвовал в театральных постановках и концертах. Будучи студентом, первые статьи и зарисовки напечатал в газете «Гудыри» («Гром»).
После окончания техникума был сотрудником в газете, работал учителем в родном районе, заведовал семилетней школой в Можге, принимал активное участие в коллективизации деревни. Затем учительствовал в Большой Кибье, Большой Уче. Женился на Анисии Андреевне Устюжаниной, родилась дочь Жанна. В 1929 году вступил в ряды ВКП(б). С 1930 года жил в Ижевске, работал в газете, писал критические статьи. Затем стал одним из организаторов Всеудмуртской ассоциации революционных писателей (ВУАРП).
В 1932 году принял участие в работе Первого пленума оргкомитета писателей СССР, стал первым руководителем оргкомитета писателей Удмуртии — Союза писателей Удмуртии.
В марте 1934 года принимал участие в работе экспедиции по сбору произведений народного творчества под руководством Кедра Митрея и советского композитора Д. С. Васильева-Буглая. Собранные материалы экспедиции вылились в написание пьесы «Пугачёв».
В июле 1934 года был принят в Союз писателей СССР. В августе этого же года вместе с Кедра Митреем и Г. Медведевым был приглашён на Первый съезд советских писателей. Там М. А. Коновалов познакомился с Максимом Горьким и в том же году написал статью «В гостях у Максима Горького».
В 1934—1935 годы вышли книги М. А. Коновалова — «Вормись кужым» («Побеждающая сила»), книга детских рассказов «Шудо выжы» («Счастливое поколение»), «Чильдэт» («Мишень»).
С 1935 по 1937 год жил в селе Юкаменское, редактировал районную газету «Ударник», выходившую на удмуртском и русском языках.
В 1937 году был незаконно репрессирован; 22 февраля арестован и 22 сентября 1937 года осуждён Особым совещанием НКВД СССР к 5 годам исправительно-трудовых лагерей. Умер при невыясненных обстоятельствах в 1938 году, находясь в ссылке в исправительно-трудовом лагере на территории современной Кемеровской области.
Посмертно реабилитирован.

## Творчество
Рассказ «Лиза» («Лизи») — первое значительное произведение М. А. Коновалова, которое стало своеобразным откликом на коллективизацию деревни. Среди литературных произведений М. А. Коновалова выделяются романы «Вурысо бам» (Лицо со шрамом; об индустриализации и коллективизации) и «Гаян» (о восстании Пугачёва). Писал также рассказы для детей (сборник «Шудо выжы» — «Счастливое поколение»), активно собирал фольклор. Опыт М. А. Коновалова в драматургии (пьеса «Вормись кужым» — «Побеждающая сила») был негативно встречен критикой.

## Память
- В родной деревне Акаршур установлен памятник Михаилу Коновалову.
- К 100-летию классика удмуртской литературы М. А. Коновалова вышла книга «Кизилитэм уйёс ӧвӧл = Нет ночей без звёзд» (на русском и удмуртском языках) куда вошли, кроме собственных произведений писателя, материалы ученых-литературоведов, писателей, учителей, воспоминания дочери, письма.

## Семья
- Жена писателя — Анисья Устюжанина.
- Дочь писателя — Жанна Михайловна Баранова (род. 25 марта 1931 года в Ижевске), преподавала в Можгинском педучилище. Проживает в Можге.